# Marika Tuus-Laul

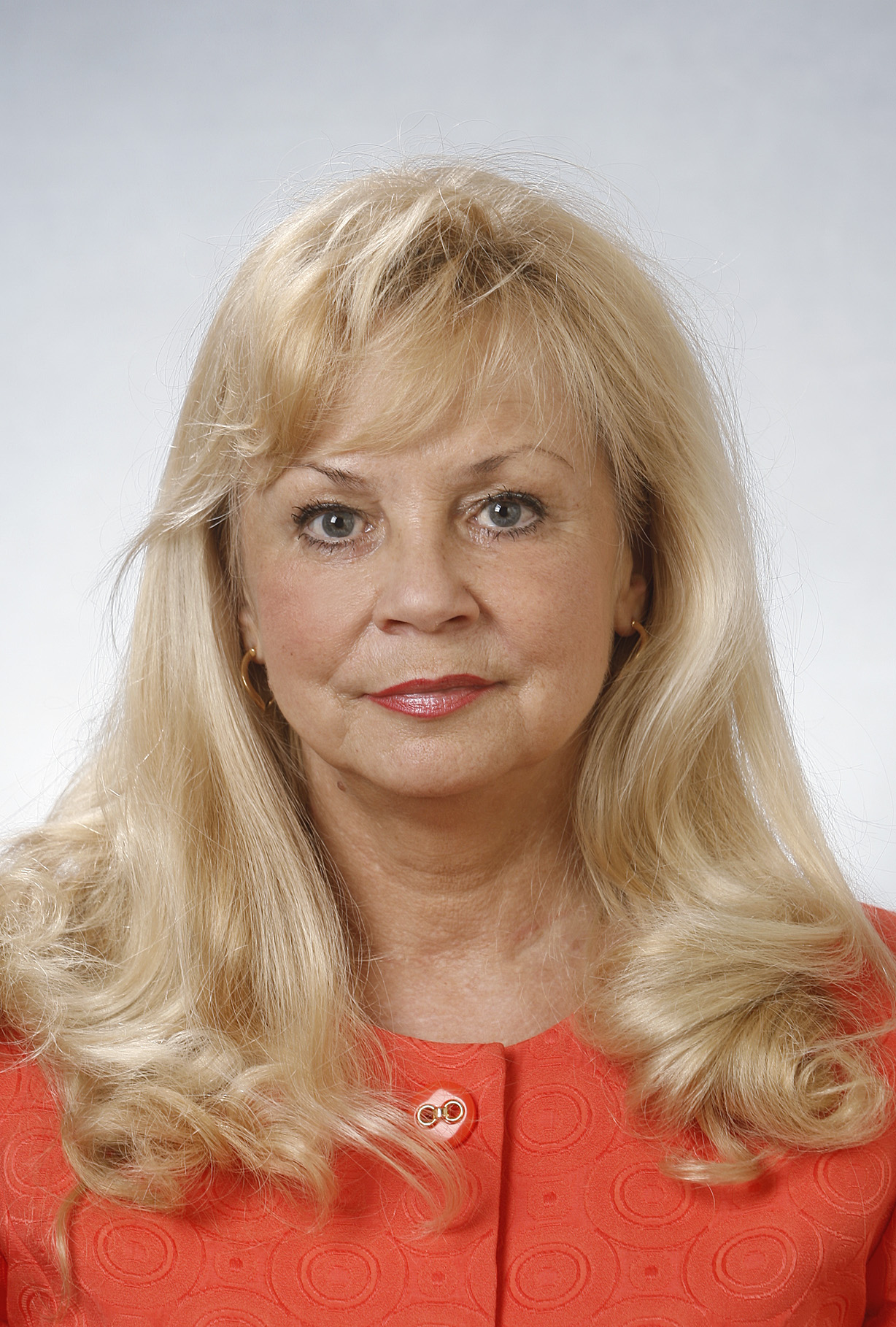
Marika Tuus-Laul

Marika Tuus-Laul (nascida a 12 de maio de 1951, em Tallinn) é uma política estoniana. Ela foi membro do X, XI, XII e XIII Riigikogu.
Em 1976 formou-se na Universidade de Tallinn em educação cultural. Mais tarde, em 1986, formou-se na Universidade de Tartu em jornalismo.
De 1987 a 2002 trabalhou na Eesti Television (ETV) como apresentadora, editora, editora-chefe e produtora.
Desde 2003, ela é membro do Partido do Centro da Estónia.